# EMD SD40-2
EMD SD40-2(영어: EMD SD40-2)는 미국 일렉트로 모티브 디젤에서 개발한 디젤 및 전기 기관차로 세계의 디젤 기관차 중에서 가장 많이 팔린 기종이다. 현재 운용하고 있는 국가는 북아메리카, 남아메리카, 아프리카가 있다. 또한 이 기종을 바탕으로 체적과 중량을 줄여 해외 수출용 모델을 개발하는데 EMD GT26CW 시리즈가 있다.

## 사진

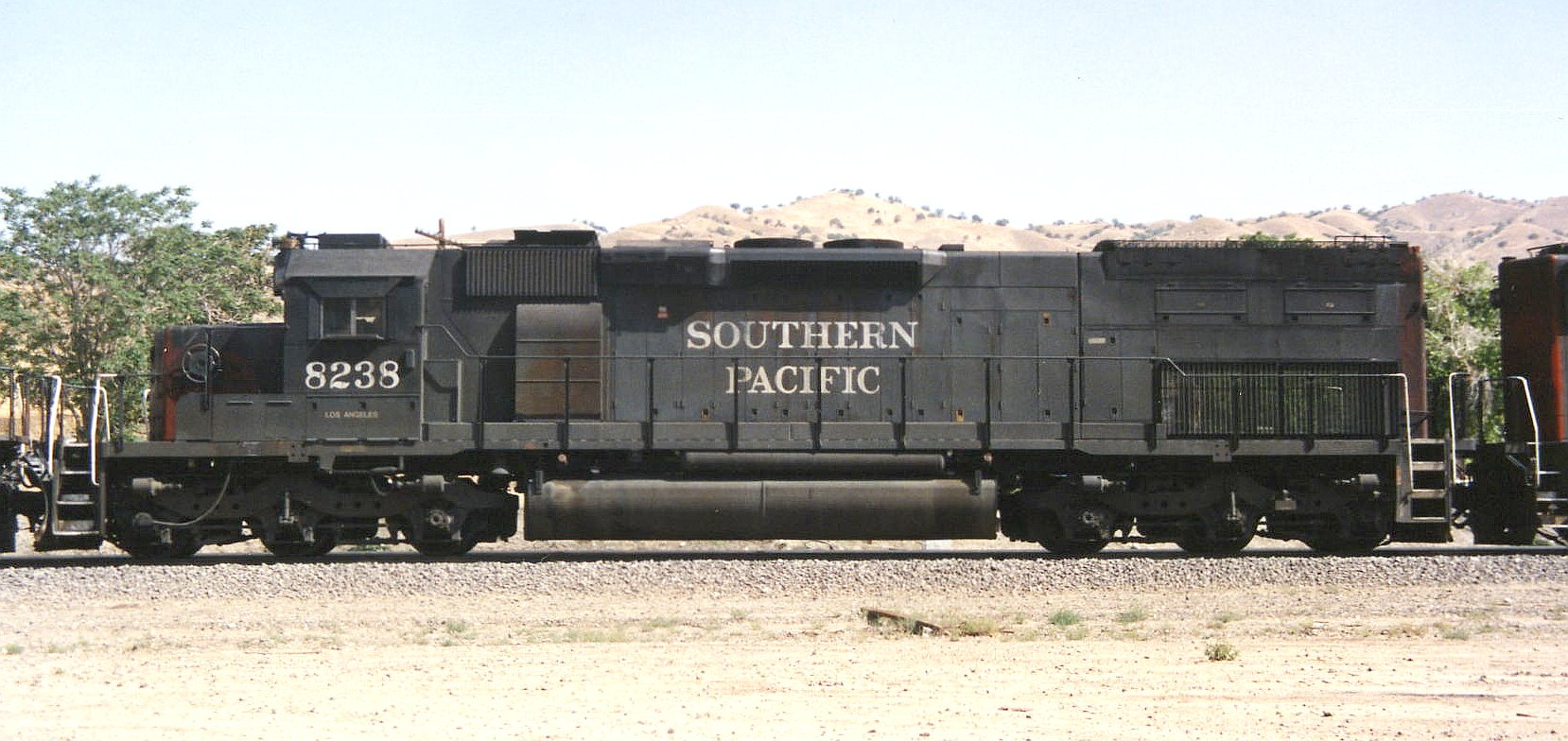
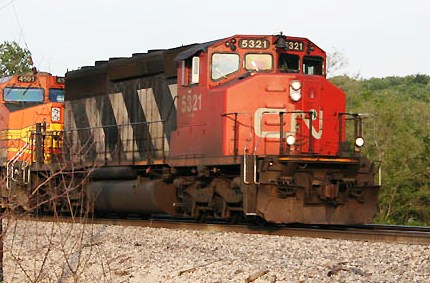
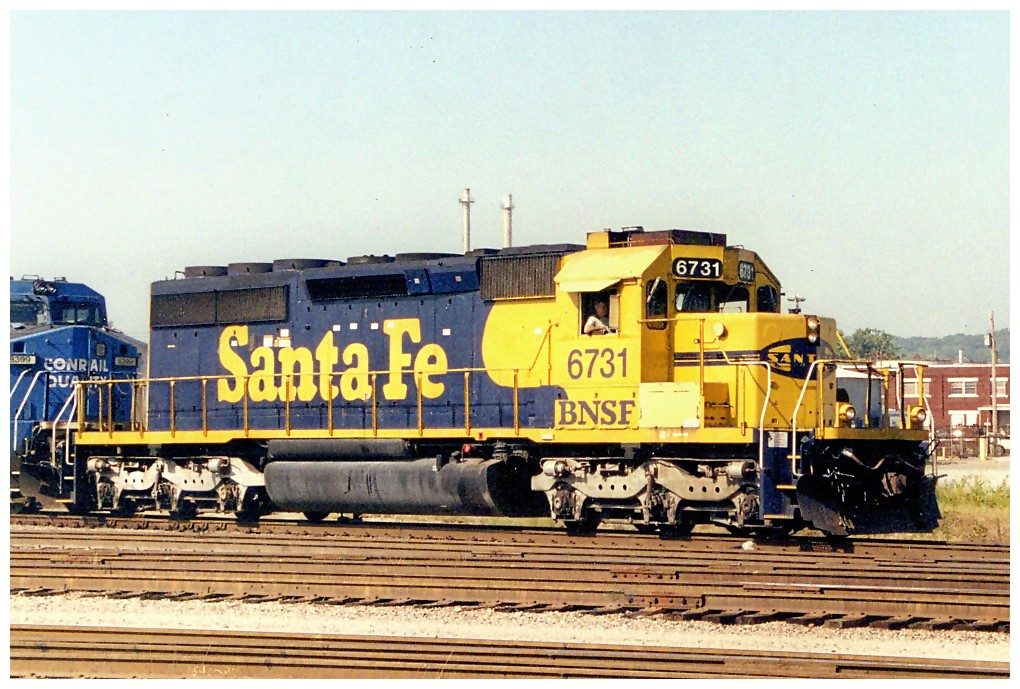
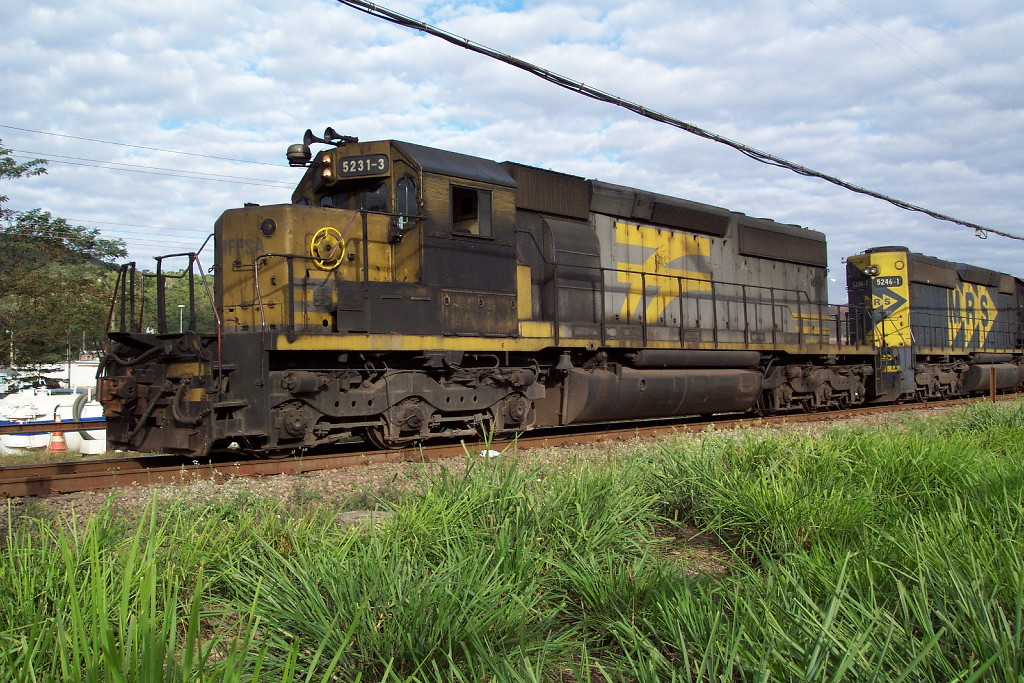
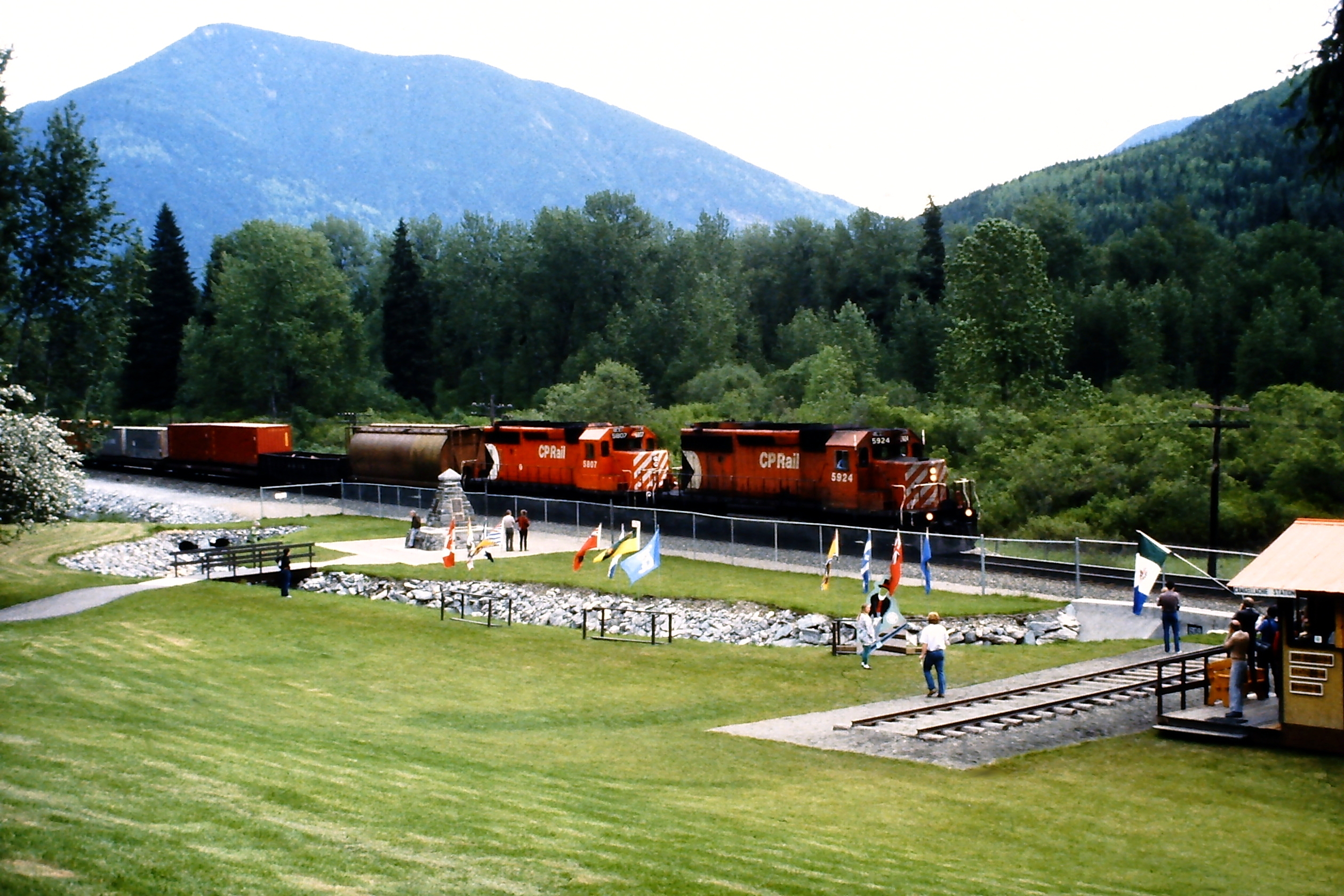
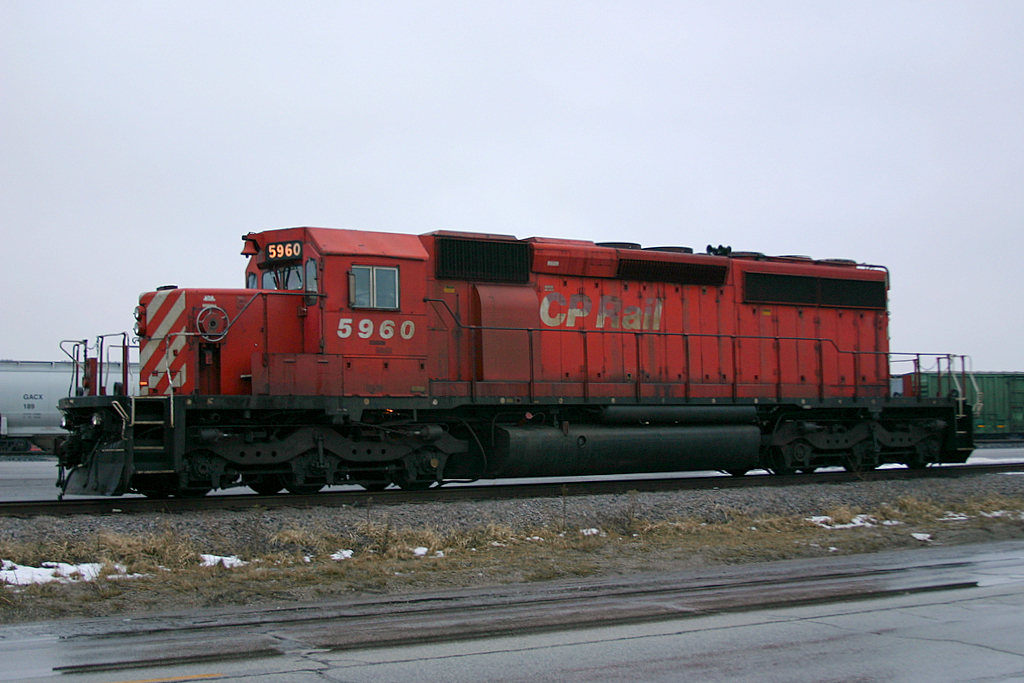
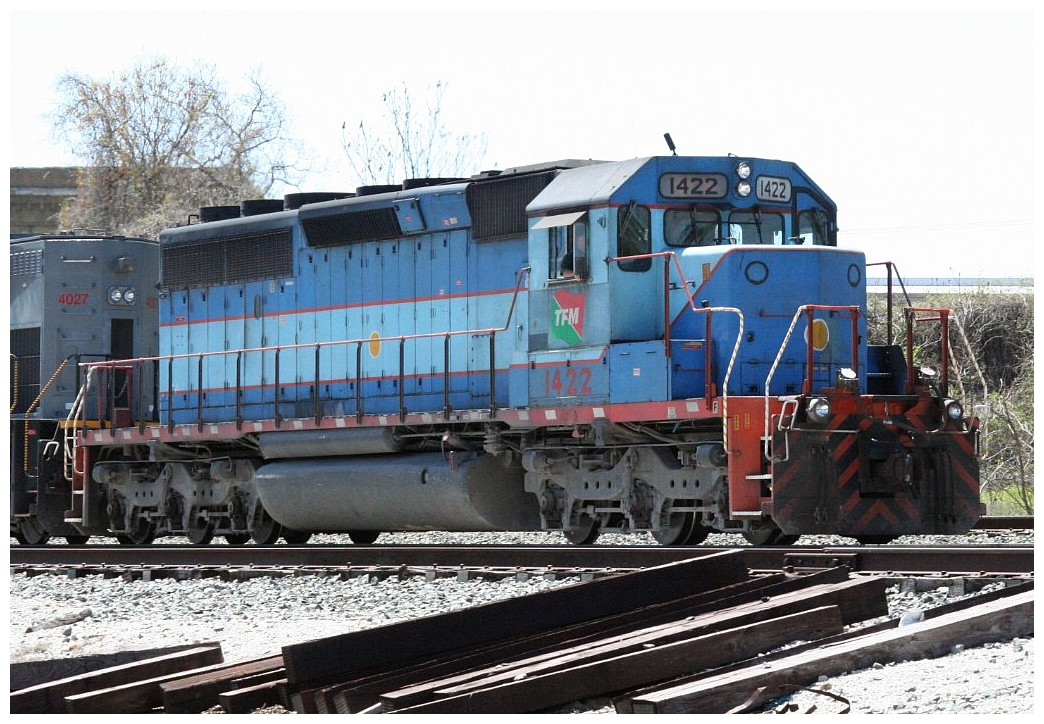

## 같이 보기
- 7300호대 디젤 기관차